# Plagiopholis nuchalis
Plagiopholis nuchalis — вид змій родини полозових (Colubridae). Мешкає в Південно-Східній Азії.

## Поширення і екологія
Plagiopholis nuchalis мешкають в М'янми, на півночі Таїланду і В'єтнаму та в китайській провінції Юньнань. Вони живуть у вологих гірських лісах, на висоті від 200 до 1000 м над рівнем моря. Ведуть нічний спосіб життя, живляться черв'яками. Відкладають яйця.